# An Tử Hạ
An Tử Hạ là tên cổ của làng Nam Tử, trước kia thuộc huyện Tiên Minh, phủ Nam Sách, trấn Hải Dương, nay đổi tên thành xã Kiến Thiết, huyện Tiên Lãng, thành phố Hải Phòng.
An Tử Hạ là quê của Tiến sĩ Thượng thư Nhữ Văn Lan  (ông là cha của bà Nhữ Thị Thục và là ông ngoại của Trạng Trình Nguyễn Bỉnh Khiêm ). Tại làng An Tử Hạ hiện này vẫn còn đền thờ vị Thượng Thư này.
Làng An Tử Hạ nổi tiếng với hương vị thuốc lào đặc trưng.